# Zaak-Henssen
De Zaak-Henssen verwijst naar de landelijke publiciteit in de periode 1949-1951 over de criminele praktijken van de Nederlandse verzetsstrijder Peter Louis Henssen, die op dat moment leiding gaf aan een internationaal smokkelbende van deviezen, goud en 'zwarte' effecten. Een deel van de deviezen was afkomstig van roof tijdens de Tweede Wereldoorlog. De Zaak-Henssen werd in 1951 door Henk Lunshof vergeleken met andere geruchtmakende zaken en affaires die te maken hebben met de Tweede Wereldoorlog, de vermeende doofpot- en complotzaken uit de nadagen van de bezetting zoals de Velser Affaire. Tijdens de Zaak-Henssen kwam in 1949 de nooit onderzochte moord op koerierster Kitty van der Have door verzetsstrijder Jan Arie de Groot in juni 1945 naar boven.
In 1949 werd voor het eerst gesproken over de Rotterdamse bende van de smokkelkoning A.K. alias Oom Tom met eigen kustvaarders. In 1949 dachten rechercheurs nog dat Henssen binnen de bende een achtergrondsfiguur betrof.
In 1949 stond Henssen terecht samen met Jan Arie de Groot in een andere smokkelzaak naar Oost-Europa. In Amsterdam was Walter Schoonenberg betrokken bij de witwaspraktijken van Henssen.
In 1950 verklaarde een opgepakt bendelid, een zekere Paulette uit Parijs, dat Henssen de ware bendeleider was van de Rotterdamse bende. Paulette en een ander bendelid A.B. verklaarden opgelucht te zijn dat ze zijn aangehouden omdat ze zeer bang waren voor Henssen. Beiden gaven een volledige verklaring over de smokkelbende af aan de Parijse politie. De bende smokkelde goud, deviezen en prikkelfilms naar Parijs, waarna de verdiensten daarvan via de Nederlandse parfumeriehandel van Henssen werden witgewassen.
De publieke ophef ontstond vooral toen het dagblad de Volkskrant in 1950 publiceerde over de omkoping van twee Rotterdamse politie-agenten tijdens hun onderzoek in Parijs, zonder enige gevolgen voor Henssen of de omgekochte agenten (die het geld wel moesten inleveren). De Volkskrant verwonderde zich over de schijnbare onaantastbaarheid van Henssen, ondanks zijn omvangrijk misdaadimperium en de vele bekende criminele feiten gedurende een lange periode. In een smaadproces dat Henssen vervolgens aanspande tegen de Volkskrant bleek dat hij bekend is bij veertien opsporingsinstanties voor feiten van voor, tijdens en na de Tweede Wereldoorlog. De rechter achtte daarom de publicaties van de Volkskrant rechtmatig en ook andere kranten gingen over de praktijken van Henssen publiceren.
Een bendelid van Henssen, Beertje van den Bosch, is in 1950 op de vlucht doodgeschoten door de Franse politie. Henssen en zijn bendeleden werden in De Waarheid genoemd als betrokken bij de schandalen rondom particuliere spionagediensten zoals de SOAN van Tjerk Elsinga, waarbij sprake is van duistere praktijken en zelfverrijking tijdens en na de oorlog. De overheid greep in en ontmantelde deze particuliere instellingen.
In 1954 was er aandacht voor verraad van Henssen tijdens de bezetting. In Rotterdam heeft Henssen meerdere personen aangegeven die daarna zijn gefusilleerd door de bezetter. Een rechtzitting daarover in 1956 mislukte door een permanente buitenvervolgingsstelling uit 1947.
Uiteindelijk heeft Henssen slechts enkele maanden van zijn leven vastgezeten. Hij kreeg een geldboete van 250 gulden wegens een vooroorlogs economisch delict en vijf maanden cel voor een naoorlogse deviezensmokkel. Tijdens de oorlog heeft Henssen op 8 en 9 mei 1942 in voorarrest gezeten in Amsterdam in verband met zwarthandel, tezamen met zijn handlangers Schoonenberg en Wolff. Voor feiten tijdens de oorlog heeft Henssen in 1946 vijf maanden in voorarrest gezeten zonder veroordeling.
Met zijn overlijden in 1957 raakte de Zaak-Henssen in de vergetelheid. 